# Antinomisten
Als Antinomisten werden die Anhänger einer christlichen Lehre bezeichnet, wonach die religiösen Gesetze des Alten Testamentes nun – durch die Gnade, den Geist oder die christliche Freiheit – überholt seien.
Diese Ansicht und Haltung wird auch als Antinomismus bezeichnet.
Im weiteren Sinne bezeichnet Antinomismus eine Haltung, wonach das Sittengesetz (oder Gesetze generell) unberechtigt und ungültig sei.
Bereits zu Zeiten Augustins gab es innerhalb der gnostischen Bewegung Anhänger dieser Lehre, die auch als Antinŏmer oder Gesetzesstürmer bezeichnet werden. Im späteren Verlauf der Kirchengeschichte wurden verschiedene Sekten und Häretiker mit diesem Begriff belegt. Insbesondere in der Reformationszeit spielten die Antinomisten eine Rolle. Zwischen Johannes Agricola und Philipp Melanchthon kam es ab 1527 zum sogenannten Antinomistischen Streit. Darin behauptete Agricola, als Erweckungsmittel zur Buße sei für den Christen nicht die Befolgung der Gesetze, sondern nur das Evangelium notwendig. Im modernen Christentum werden insbesondere Gruppen innerhalb der baptistischen Bewegung als Antinomisten bezeichnet, welche die Zehn Gebote als Kern des moralischen Gesetzes in der Bibel ablehnen.